# Стасанор
Стасанор је био сатрап Бактрије и Согдијане, истакнути официр у војсци Александра Великога родом из Соли на Кипру.

## У служби Александра Великога
Стасанор је Кипарски Грк из града Соли. Стасанор је по свој прилици служио у Александровој војсци након освајања Кипра 333. п. н. е. Међутим први пут се помиње за време похода у Бактрији. Александар Велики је кренуо преко Окса за Бесом, а Стасанора је послао у Арију да се обрачуна са побуњеним сатрапом Арсамом. Стасанор је заједно са сатрапом Партије Фратаферном успешно извео задатак, па је Арсама довео у ланцима до Александра. Придружио се Александру ујесен 328. п. н. е. у Заријаспи и тада му је довео не само Арсама, него и Барзана, којега је Бес био именовао за сатрапа Партије

## Сатрап Арије и Дрангијане
Као награду због обављених задатака у хватању побуњених сатрапа именован је за сатрпа Арије. Међутим брзо после тога добио је и Дрангијану, где је био сатрап током целога Александровога индијскога похода. Када је Александар након индијскога похода стигао у Карманију Стасанор га је ту дочекао са много камила и других товарних животиња. Знао је да су камиле потребне за марш кроз Гедросијску пустињу. Након тога Александар га је послао да се врати у своју сатрапију. Изгледа да се придружио Александру у Сузи и да му је довео војску из Арије и Дрангијане.

## Потврђен положај сатрапа
Након Александрове смрти Вавилонском поделом 323. п. н. е. потврђен му је положај сатрапа Арије и Дрангијане. Поделом у Трипарадису 321/320. п. н. е. добио је Бактрију и Согдијану као сатрапију. По свој прилици тада је заменио своје сатрапије Арију и Дрангијану много значајнијим сатрапијама Бактријом и Согдијаном.

## Рат Еумена и Антигона
Током рата Антигона и Еумена сатрапи горњих сатрапија слали су војску Еумену. Једино је Питон био на страни Антигона. Остали сатрапи предвођени Пеукестом стали су на страну Еумена. За разлику од многих других сатрапа, који су лично учествовали у рату на страни Еумена Стасанор није активно учествовао. Само је послао нешто мало војске, коју је Стасандар довео код Еумена.

## Антигон му оставља сатрапију
Антигон је након победе код Габјене 316. п. н. е. више није имао противника, који му се могао супротставити све до Индије. Смењивао је чак и оне сатрапе, који су му били пријатељи, али није сменио Стасанора. Бактрија и Согдијана биле су довољно далеко и Антигон је знао да не може лако да овлада тим простором, поготово када је Стасанор имао подршку локалног становништва и довољно војске. Антигон је због тога био присиљен да му остави сатрапију. Селеук је 305. п. н. е. освојио његову сатрапију и прикључио је Селеукидском царству.